# ميغيل كاسترو
ميغيل كاسترو (بالإسبانية: Miguel Castro)‏ هو منافس ألعاب قوى تشيلي، ولد في 12 ديسمبر 1910، وتوفي في 12 يونيو 1972.

## وصلات خارجية
- ميغيل كاسترو على موقع أوليمبيديا (الإنجليزية)